# Guanacaste (provins)

Karta över Costa Rica med Guancaste i rött.

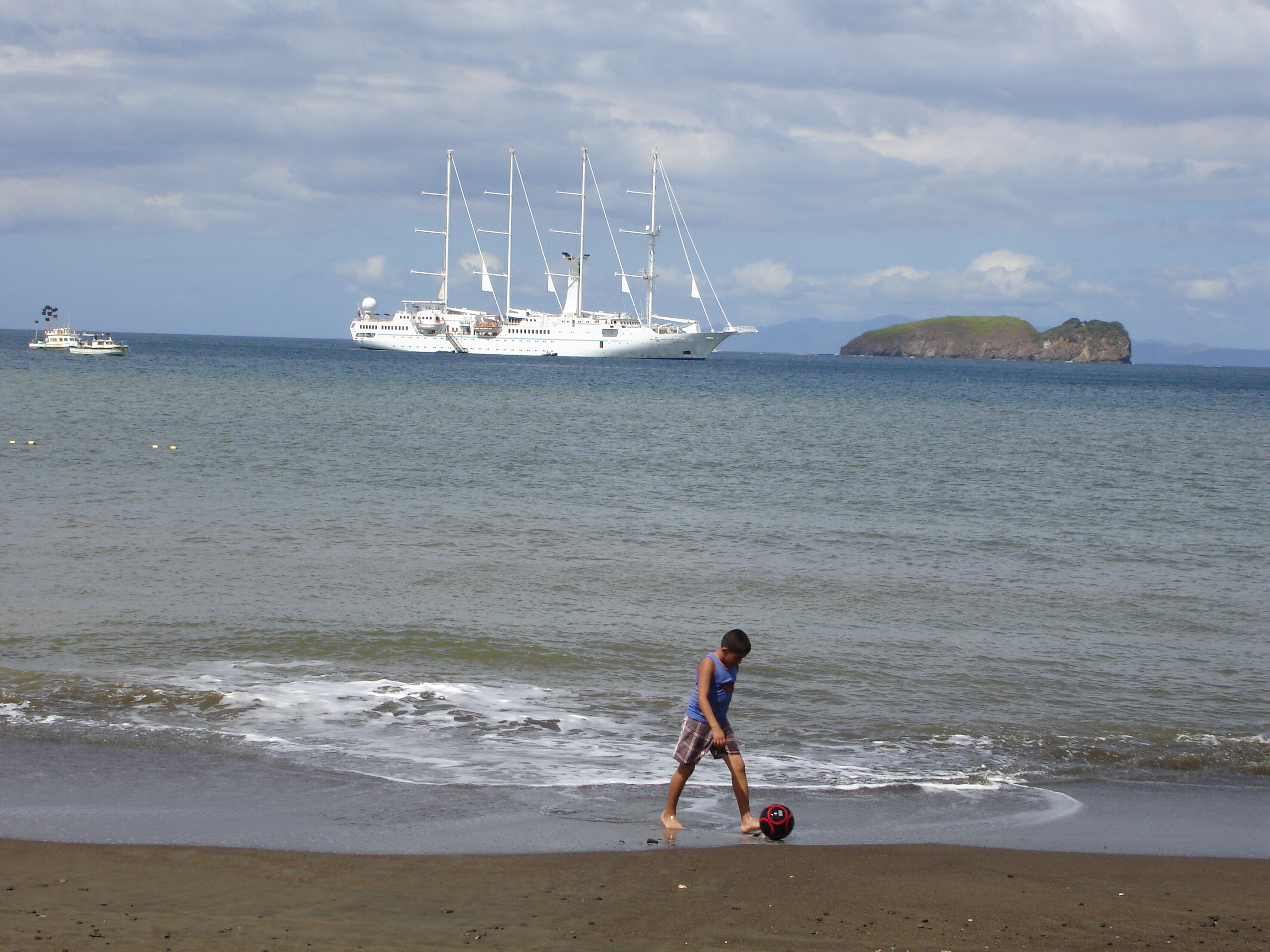
En strand i provinsen Guancaste.

Guanacaste är en provins i Costa Rica.  I söder når provinsen Nicoyabuktens innersta del och sträcker sig en bit ut på Nicoyahalvön.
Terrängen i Guanacaste är kuperad västerut, men österut är den bergig.

## Klimat
Savannklimat råder i trakten. Årsmedeltemperaturen i trakten är 25 °C. Den varmaste månaden är mars, då medeltemperaturen är 30 °C, och den kallaste är september, med 22 °C. Genomsnittlig årsnederbörd är 2 445 millimeter. Den regnigaste månaden är september, med i genomsnitt 385 mm nederbörd, och den torraste är december, med 59 mm nederbörd.

## Geografi
Guancaste är beläget i den nordvästra delen av lander, längs kusten vid Stilla havet, 140 km väster om huvudstaden San José. I norr gränsar provinsen mot Nicaragua, och provinserna Alajuela och Puntarenas i öst respektive sydöst. Guancastes sätesort är Liberia. Provinsen täcker en yta på 10 141 kvadratkilometer och har en folkmängd på 264 238.[källa behövs] Det är den glesast befolkade provinsen i Costa Rica.

Guanacaste delas in i 11 kantoner (deras sätesorter inom parentes):

- Cantón de Tilarán (Tilarán)
- Cantón de Santa Cruz (Santa Cruz)
- Cantón de Nicoya (Nicoya)
- Cantón de Nandayure (Carmona)
- Cantón Central de Liberia (Liberia)
- Cantón de La Cruz (La Cruz)
- Cantón de Hojancha (Hojancha)
- Cantón de Carrillo (Filadelfia)
- Cantón de Cañas (Cañas)
- Cantón de Bagaces (Bagaces)
- Cantón de Abangares (Las Juntas)

Följande samhällen finns i Guanacaste:

- Liberia
- Santa Cruz
- Juntas
- La Cruz
- Bagaces
- Sardinal
- Belén
- Hojancha
- Fortuna
- Nandayure
- Sámara